# Ирис Гроссгейма
Ирис Гроссгейма (лат. Iris grossheimii) — многолетнее травянистое растение семейства Ирисовые (Iridaceae), названое в честь советского ботаника Александра Гроссгейма.
Ареал расположен на территории Кавказа. Растение находится под охраной, занесён в красные книги Азербайджана и Армении.

## Ботаническое описание
Растение с прямыми побегами.
Листья сидячие с гладким краем, расположены очерёдно по длине стебля и у его основания в прикорневой розетке.
Цветки размером более 5 сантиметров. Околоцветник актиноморфный, лепестков шесть.
Плод сухая коробочка.

## Таксономия
Вид рода Ирис (Iris), помещаемый в подрод Iris секцию Oncocyclus.